# 林如
林如（1935年—2019年8月15日），天津人，中国播音员、配音员、朗诵家，历任莫斯科广播电台华语部播音员，中央人民广播电台播音员、播音指导，中国传媒大学播音主持艺术学院兼职教授。林如是中央电视台主持人王雪纯的母亲。

## 生平
林如1935年出生于天津。1952年尚在贝满女中就读高中时，被中央人民广播电台选中，成为一名播音员。1954年赴前苏联莫斯科广播电台工作4年。此后曾为《新闻和报纸摘要》等节目播音。
1980年代在引进的日本NHK晨间连续剧《阿信》中担任旁白，广受好评。此后也曾在《让历史告诉未来》（与方明搭档）、《共和国之恋》、《百年恩来》等多部系列专题片中担任旁白及解说工作。林如还翻译及发表过大量论文专著，获得中国广播电视学会播音研究会颁发的“杰出贡献奖”，4次获得亚太广播联盟大奖。
2019年8月15日因病在北京去世，享年84岁。去世后，赵忠祥、董浩等通过各种方式表示哀悼。